# Escuelas Modelo del Estado

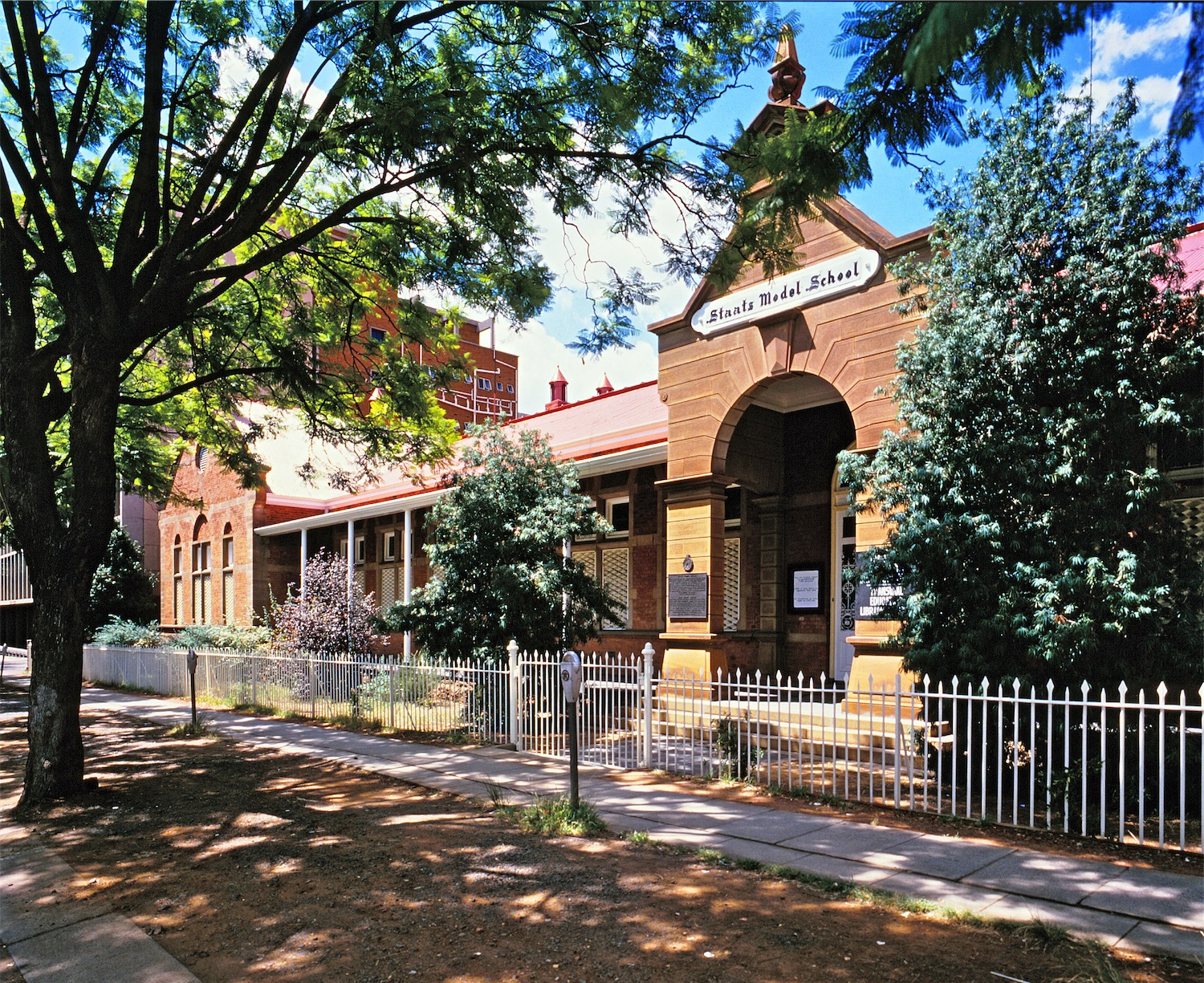
Escuelas Modelo del Estado en Pretoria

Las Escuelas Modelo del Estado (Staatsmodelschool en afrikáans) se encuentran en la esquina que forman las calles Van der Walt y Skinner en Pretoria, Provincia de Gauteng, Sudáfrica. Sus orígenes se remontan al año 1893, cuando se construyó para formar a profesores en la extinta República de Sudáfrica.
Sytze Wierda, arquitecto jefe de la ZAR, diseñó el edificio en 1895, y fue finalizado por Te Groen en 1896. Está construido en ladrillo y arenisca y se podría enmarcar dentro de la escuela de arquitectura neorrenacentista holandesa.
El 11 de octubre de 1899 cerró sus puertas debido al estallido de la guerra anglo-bóer. Durante la guerra fueron recluidos en las instalaciones de las escuelas los oficiales británicos tomados como prisioneros de guerra. La fuga de Winston Churchill, corresponsal de guerra y posteriormente primer ministro británico, de las instalaciones se ha convertido en leyenda. Las escuelas recuperaron su vida normal entre los años 1902 y 1909 como Universidad de Pretoria para chicos, que posteriormente pasaría a denominarse Instituto de Pretoria para chicos. En 1910 la universidad abandonó el edificio de las Escuelas Modelo del Estado y pasó a contener varias escuelas.
Los servicios bibliotecarios del Departamento de Educación de Transvaal se trasladaron al edificio en 1951. Fue declarado monumento nacional el 8 de abril de 1960.
- Datos: Q3642807
- Multimedia: Staatsmodelschool (Pretoria) / Q3642807